# Sericania bhojpurensis
Sericania bhojpurensis är en skalbaggsart som beskrevs av Ahrens 2004. Sericania bhojpurensis ingår i släktet Sericania och familjen Melolonthidae. Inga underarter finns listade i Catalogue of Life.